# Astronyme
Astronyme est un terme analogue à toponyme (nom de lieu) ou anthroponyme (nom de personne) et sert à désigner un corps céleste tel que :
- Algol ;
- Bételgeuse ;
- Jupiter.